# Bambini che mangiano un dolce
I Bambini che mangiano un dolce è un dipinto a olio su tela (123×102 cm) di Bartolomé Esteban Murillo, databile al 1670-1675 circa e conservato nell'Alte Pinakothek di Monaco di Baviera.

## Storia
Murillo fu uno dei primi pittori europei a dedicarsi alla rappresentazione di scene con bambini come protagonisti: contemporaneamente a lui l'artista danese Eberhard Keilhau, detto Monsù Bernardo, attivo soprattutto in Italia, realizzò dipinti con ragazzini come protagonisti ma senza riuscire a eguagliare l'atteggiamento spontaneo e disinvolto dei bambini dei quadri di Murillo.
La tela appartiene al gruppo di dipinti di genere popolaresco a soggetto infantile dipinti da Murillo fra il 1670 e il 1675 circa. L'artista aveva già realizzato dipinti che avevano per protagonisti dei bambini ma queste immagini, sobrie e drammatiche, documentavano tristemente la miserabile condizione dei giovanissimi mendicanti delle strade di Siviglia, spesso raffigurati anche nei  dipinti a soggetto religioso.
In questo dipinto, invece, il tema dell'infanzia è affrontato in maniera più spensierata e serena, con ottimismo e allegria: seppur molto idealizzati, i due bambini sono raffigurati con grande verosimiglianza, senza intenti moralizzanti. È probabile che i committenti di opere come questa fossero mercanti d'arte dell'Europa settentrionale, dove questo genere di dipinti era molto apprezzato: nessuno di questi dipinti, infatti, è conservato in musei spagnoli.

## Descrizione
Murillo in questo quadro fa un uso incredibilmente abile delle luci: un'unica fonte di luce naturale illumina tutta la scena creando le forme e i volumi, distribuendo gli spazi in modo da rendere straordinariamente realistica tutta la composizione.
Il naturalismo viene ulteriormente sottolineato dalla caratterizzazione psicologica dei fanciulli e del cane, oltre che dall'attento studio degli alimenti, dei poveri abiti e della pianta davanti ai piedi dei bambini. Le pennellate sono fluide e i colori, distribuiti in strati sottili, tendono al terroso, al grigiastro e al verde, armonizzati delicatamente in perfetta fusione con lo sfondo costituito da uno sfumato paesaggio roccioso.